# Krueng Anoi
Krueng Anoi is een bestuurslaag in het regentschap Aceh Besar van de provincie Atjeh, Indonesië. Krueng Anoi telt 1000 inwoners (volkstelling 2010).